# Harpactea azowensis
Harpactea azowensis är en spindelart som beskrevs av Dmitry Evstratievich Kharitonov 1956. Harpactea azowensis ingår i släktet Harpactea och familjen ringögonspindlar.
Artens utbredningsområde är Ukraina. Inga underarter finns listade i Catalogue of Life.